# Parafia Najświętszej Opatrzności Bożej w Bielsku Podlaskim
Parafia pw. Najświętszej Opatrzności Bożej w Bielsku Podlaskim – rzymskokatolicka parafia należąca do dekanatu Bielsk Podlaski, diecezji drohiczyńskiej, metropolii białostockiej. Siedziba parafii znajduje się w Bielsku Podlaskim.

## Historia
Parafia erygowana dnia 29 czerwca 2002 r. przez ks. bp. Antoniego Dydycza – biskupa drohiczyńskiego. Pierwszym proboszczem został ks. Kazimierz Zalewski. W 2012 Proboszczem został ks. prał. por. Zbigniew Karolak, wieloletni dziekan brzeski (Białoruś) i sekretarz J.E. Metropolity K. Świątka.
W otrzymanym od Urzędu Miasta zabytkowym Dworze Smulskich (XVI-XIX w.) rozpoczął remont i w 2017 planowane jest otwarcie przy Parafii Domu dziennego pobytu dla Seniorów. 

## Działalność parafialna
Przy Parafii zostało założone Stowarzyszenie "Ojcowizna Ziemi Bielskiej". Działa całoroczna Świetlica dla dzieci, młodzieży i Seniorów, skupiająca blisko 100 osób. Powstał Zespół ludowy dzieci, młodzieży i męski chór. Od 1 lipca 2017r. rusza nowo utworzone przy Parafii Katolickie Przedszkole. Inicjatorem i założycielem tej placówki oświatowej jest ks. prał. Z. Karolak.

## Obszar parafii

### Miejscowości i ulice
W granicach parafii znajdują się miejscowości:

- Hołody,
- Koszele,
- Krywiatycze,
- Krzywa,
- Łoknica,
- Mikłasze,
- Ogrodniki,
- Orla,
- Parcewo,
- Paszkowszczyznę,
- Spiczki,
- Szczyty-Dzięciołowo,
- Szczyty-Nowodwory,
- Szernie,
- Topczykały,
- Widowo,
- Wólka,

oraz ulice w Bielsku Podlaskim (we wschodniej części miasta):

- Akacjowa,
- Batorego (parzyste od nr 2; nieparzyste od nr 13),
- Białowieska,
- Brzozowa,
- Cegielniana,
- Chmielna,
- Dębowa,
- Dubicze,
- Górna,
- Hołowieska,
- Jarzębinowa,
- Jaśminowa,
- Jesionowa,
- Kasztanowa,
- Kazimierzowska (nieparzyste od nr 23, parzyste od nr 34),
- Kleszczelowska,
- Klonowa,
- Kwiatowa,
- Lipowa,
- Malinowa,
- Mleczna,
- Modrzewiowa,
- Orlańska,
- Owocowa,
- Owsiana,
- Pogodna,
- Polna,
- Pszenna,
- Różana,
- Rumiankowa,
- Słonecznikowa,
- Szpitalna,
- Topolowa,
- Traugutta,
- Warzywna,
- Wczasowa,
- Wesoła,
- Widowska (nieparzyste od nr 23, parzyste od nr 34 A),
- Wiśniowa,
- Wrzosowa,
- Żytnia.

## Miejsca święte

### Kościoły filialne i kaplice
Dojazdowa kaplica w Orli, drewniana pod wezwaniem Świętego Jana Pawła II. Jej poświęcenie odbyło się 25 grudnia 1925 roku, a pierwszym rektorem został ks. Michał Tomaszewski. Aby podkreślić sakralną architekturę budynku (dotychczas zwykły budynek dawnej szkoły) staraniem ks. prał. Zbigniewa Karolaka została dobudowana wieża wys. 12 m. zakończona kopułą i krzyżem, a całość została pokryta blachą, przed remontem budynek był pokryty eternitem.